# Финал чемпионата мира по хоккею с шайбой 2012
Финал чемпионата мира по хоккею с шайбой 2012 состоялся на Хартвалл Арена в Хельсинки, Финляндии 20 мая между Россией и Словакией.
Россия выиграла золотые медали, победив Словакию со счётом 6:2.

## История
Словакия и Россия встречались друг с другом в финале чемпионата мира по хоккею с шайбой 2002, тогда игра закончилась со счетом 4:3 в пользу словаков, которые впервые выиграли золотые медали в истории мировых первенств.
В 2012 году финал для Словакии был третьим финалом в их истории. Россия играла свой четвёртый финал в течение пяти лет, и свой шестой в общей сложности. Ранее Россия завоевывала золотые медали трижды.

## Путь к финалу
| Команда  | И | В | ВО | ПО | П | ГЗ | ГП | РГ  | О  |
| -------- | - | - | -- | -- | - | -- | -- | --- | -- |
| Россия   | 7 | 7 | 0  | 0  | 0 | 27 | 8  | +19 | 21 |
| Швеция   | 7 | 6 | 0  | 0  | 1 | 29 | 15 | +14 | 18 |
| Чехия    | 7 | 4 | 1  | 0  | 2 | 24 | 11 | +13 | 14 |
| Норвегия | 7 | 4 | 0  | 1  | 2 | 33 | 19 | +14 | 13 |
| Латвия   | 7 | 2 | 0  | 0  | 5 | 11 | 19 | −8  | 6  |
| Германия | 7 | 2 | 0  | 0  | 5 | 14 | 31 | −17 | 6  |
| Дания    | 7 | 1 | 0  | 1  | 5 | 13 | 23 | −10 | 4  |
| Италия   | 7 | 0 | 1  | 0  | 6 | 6  | 31 | −25 | 2  |

| Команда   | И | В | ВО | ПО | П | ГЗ | ГП | РГ  | О  |
| --------- | - | - | -- | -- | - | -- | -- | --- | -- |
| Канада    | 7 | 6 | 0  | 1  | 0 | 35 | 15 | +20 | 19 |
| США       | 7 | 4 | 2  | 0  | 1 | 32 | 17 | +15 | 16 |
| Финляндия | 7 | 5 | 0  | 0  | 2 | 21 | 14 | +7  | 15 |
| Словакия  | 7 | 5 | 0  | 0  | 2 | 21 | 13 | +8  | 15 |
| Франция   | 7 | 3 | 0  | 0  | 4 | 21 | 32 | −11 | 9  |
| Швейцария | 7 | 2 | 0  | 0  | 5 | 16 | 21 | −5  | 6  |
| Беларусь  | 7 | 1 | 0  | 0  | 6 | 11 | 23 | −12 | 3  |
| Казахстан | 7 | 0 | 0  | 1  | 6 | 11 | 33 | −22 | 1  |

## Детали матча
Время местное (UTC+3).
| 2012-05-20 20:30 | Россия | 6 : 2 (1:1, 3:0, 2:1) | Словакия | Хартвалл Арена, Хельсинки Зрителей: 13 242 |

| Отчёт | Отчёт                          | Отчёт                                                                         | Отчёт                                              | Отчёт                                |
| --- | ------------------------------ | ----------------------------------------------------------------------------- | -------------------------------------------------- | ------------------------------------ |
| |                                |                                                                               |                                                    |                                      |
| | Семен Варламов                 | Вратари                                                                       | 00:00-44:43 — Ян Лацо 44:43-60:00 — Петер Гамерлик | Судьи: Антонин Йержабек Брент Райбер |
| | Голы:                          |                                                                               |                                                    | Судьи: Антонин Йержабек Брент Райбер |
| Александр Сёмин — 09:57 (А. Овечкин, П. Дацюк) Александр Пережогин — 26:10 (А. Попов) Алексей Терещенко — 33:31 (С. Широков, Н. Жердев) Александр Сёмин — 35:22 (П. Дацюк) Павел Дацюк — 43:55 (А. Сёмин, А. Овечкин) Евгений Малкин — 58:02 (И. Никулин, Н. Никитин) | 0:1 :1 2:1 3:1 4:1 5:1 5:2 6:2 | 01:06 — Здено Хара (Т. Суровы) 49:37 — Здено Хара (5х4) (Т. Суровы, М. Шатан) |                                                    | Судьи: Антонин Йержабек Брент Райбер |
| |                                |                                                                               |                                                    | Судьи: Антонин Йержабек Брент Райбер |
| |                                |                                                                               |                                                    | Судьи: Антонин Йержабек Брент Райбер |
| |                                |                                                                               |                                                    | Судьи: Антонин Йержабек Брент Райбер |
| 2 мин | Штраф                          | 4 мин                                                                         |                                                    | Судьи: Антонин Йержабек Брент Райбер |
| |                                |                                                                               |                                                    |                                      |
| | 42                             | Броски                                                                        | 31                                                 |                                      |

### Перед игрой
Сборная России считалась явным фаворитом финала: перед ним команда выиграла в основное время все свои матчи. При этом сборные Финляндии и Швеции (номинальные хозяева чемпионата) были обыграны с разницей в 4 шайбы. Попадание же словаков в финал стало для многих неожиданностью. Тренер сборной Владимир Вуйтек в одном из интервью признался, что перед началом чемпионата мира он был бы доволен, если бы его команда просто вышла в четвертьфинал и обеспечила себе попадание на олимпийский турнир в Сочи напрямую. Однако игроки словацкой команды, признавая, что сборная России явный фаворит, всё-таки говорили, что, несмотря на это, они способны победить в финале.
Составы команд не претерпели изменений в сравнении с полуфинальными играми. Евгений Малкин, получивший повреждение в матче с Финляндией, полностью восстановился. У россиян мог бы появиться на поле защитник Дмитрий Калинин, получивший дисквалификацию в матче против Швеции, но отбывший её ещё перед матчем с Финляндией. Однако Билялетдинов не стал рисковать и оставил сочетания прежними. В сборной Словакии на площадку вышел даже Томаш Староста, который из-за травмы не доиграл полуфинальный матч.

### Первый период
Уже на второй минуте матча капитан сборной Словакии Здено Хара броском от синей линии открывает счёт. Однако сборная России постепенно перехватывает инициативу и в первой половине периода создаёт серию опасных моментов у ворот Яна Лацо. Больше всех в этот отрезок игры выделяется тройка Дацюк-Овечкин-Сёмин. На 9-й минуте Евгений Малкин с острого угла едва не отправляет шайбу в уже практически пустые ворота после передачи Ильи Никулина, но защитник словаков Иван Баранка успевает положить клюшку на лёд и отбить шайбу. Но уже в следующей смене россияне сравнивают счёт: Дацюк начинает атаку передачей под синюю линию на Овечкина, Овечкин входит в зону по левому борту, делает прострел на «пятак» на Сёмина, который и отправляет шайбу в «домик» Лацо.
После этого игра перетекает в более спокойное русло. Россияне атакуют больше, но и сборная Словакии производит несколько довольно опасных бросков по воротам Семёна Варламова. Но первый период заканчивается ничейным счётом — 1:1.

### Второй период
В начале второго периода сборная Словакии опять создаёт несколько опасных моментов у ворот Варламова. Однако сборная России так же не остаётся в долгу: на 4-й минуте Малкин в одном эпизоде трижды подряд бросает по воротам Яна Лацо, но не забивает. Но на 6-й минуте периода 1-е звено добивается успеха: после передачи Попова Александр Пережогин бросает с неудобной руки и шайба после серии рикошетов пересекает линию ворот.
На 14-й минуте игроки сборной Словакии ошибаются в своей зоне, Николай Жердев перехватывает шайбу, отдаёт партнёрам и Алексей Терещенко с Сергеем Широковым реализуют выход «два-в-один».
На 16-й минуте россияне ещё раз наказывают соперника за грубую ошибку. На этот раз Дацюк обкрадывает Баранку на выходе из зоны, отдает Сёмину, и Александр мастерски реализует выход один на один с вратарём.
Сразу же после гола Сёмина в матче произошло первое нарушение правил: за подножку был удален Здено Хара. Сборная России практически все две минуты провела в зоне соперника, создала несколько опасных моментов, но успеха не добилась.
Концовка периода прошла в атаках на встречных курсах, в которых острее были россияне, но больше добиться успеха не удалось ни одной из команд.

### Третий период
На 4-й минуте периода игроки сборной России забивают пятую шайбу. Нападающий словаков Либор Гудачек в своей зоне неожиданно отдаёт шайбу точно на клюшку Овечкину, Овечкин делает передачу за ворота Сёмину, Александр — накатывающемуся Дацюку и Павел с близкого расстояния пробивает Лацо. На 5-й минуте Яна Лацо в воротах сменяет Петер Гамерлик.
На 10-й минуте периода сборная Словакии реализует удаление Александра Овечкина и отыгрывает одну шайбу: Здено Хара смело идет на пятачок и после передач Мирослава Шатана и Томаша Суровы отправляет шайбу в сетку.
После этого мог отличиться Николай Кулёмин, откликнувшийся на пас Александра Свитова из-за ворот. На 17-й минуте забить мог уже Свитов после паса Кулёмина, но Александр не смог перебросить щиток Гамерлика.
Однако эффектную точку в матче на предпоследней минуте поставил Евгений Малкин. Он получил пас в своей зоне от Ильи Никулина, прорвался по правому борту, вошёл в зону соперника и неотразимо бросил по воротам, установив окончательный счёт матча.

### Награждение

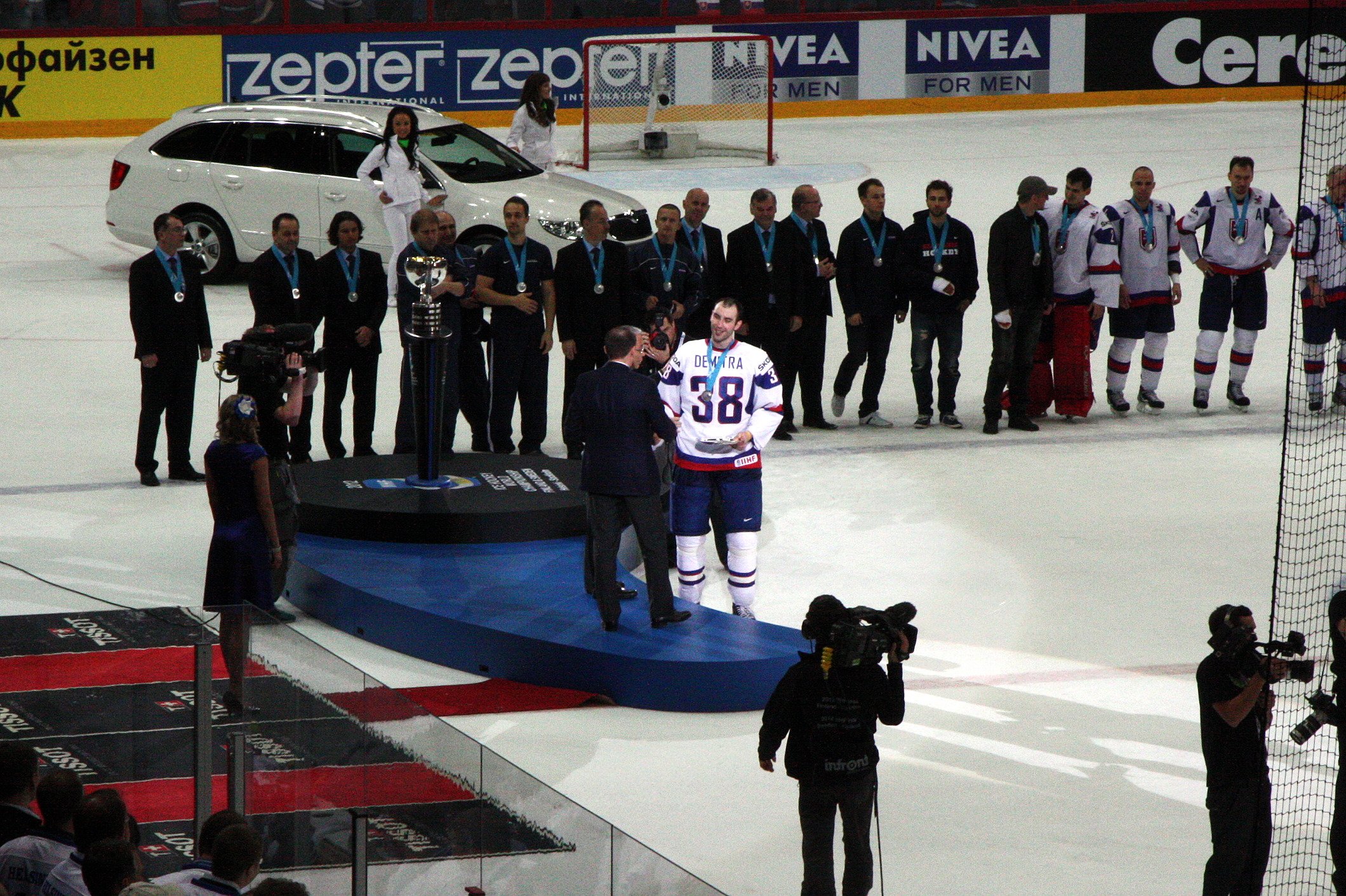
Здено Хара в майке Павола Демитры во время награждения за второе место

Александр Сёмин и Здено Хара, забившие в финале по два гола, были признаны лучшими игроками матча. Евгений Малкин был признан MVP чемпионата.
Золотые медали сборной России вручали президент Федерации хоккея России Владислав Третьяк и президент Континентальной хоккейной лиги Александр Медведев. Кубок Чемпионов мира капитану сборной России Илье Никулину вручал президент IIHF Рене Фазель.
Здено Хара и некоторые другие игроки сборной Словакии получали серебряные медали, надев игровые майки с фамилией и номером словацкого хоккеиста Павола Демитры, который трагически погиб в авиакатастрофе под Ярославлем 7 сентября 2011 года.